# Outlander (7.ª temporada)
A sétima temporada de Outlander, uma telessérie de drama e fantasia britânica-americana, é baseada nos eventos ocorridos em An Echo in the Bone (2009) da série literária de mesmo nome de Diana Gabaldon. A temporada foi dividida em duas partes de 8 episódios, onde a primeira estreou em 16 de junho de 2023 e foi exibida até 16 de agosto do mesmo ano. A segunda parte iniciou em 22 de novembro de 2024 e foi ao ar até 17 de janeiro de 2025.  Assim como nas temporadas anteriores, Caitriona Balfe e Sam Heughan continuam como protagonistas.
Nesta temporada, Claire (Belfe) é presa pelo crime de bruxaria e assassinato, levando Jamie (Heughan) e seu sobrinho Jovem Ian (John Bell) a procurar aliados para ajudá-la. Enquanto isso, a filha de Jamie e Claire, Brianna (Sophia Skelton), e seu marido Roger (Richard Rankin) enfrentam suas próprias dificuldades relacionadas às viagens no tempo.
A sétima temporada tem uma aprovação de 100% no Rotten Tomatoes com uma classificação média de 7,5/10 com base em 7 comentários. No Metacritic, recebeu uma pontuação de 75 em 100 com base em 4 avaliações, indicando "avaliações geralmente favoráveis".

## Elenco e personagens

### Elenco principal
- Caitriona Balfe como Claire Fraser
- Sam Heughan como Jamie Fraser
- Sophie Skelton como Brianna MacKenzie
- Richard Rankin como Roger MacKenzie
- Maria Doyle Kennedy como Jocasta Cameron
- David Barry como Lorde John Grey
- César Domboy como Fergus Fraser
- Lauren Lyle como Marsali Fraser
- John Bell como Jovem Ian Murray
- Caitlin O'Ryan como Lizzie Wemyss
- Chris Larkin como Richard Brown
- Mark Lewis Jones como Tom Christie
- Charles Vandervaart como William Ransom

### Elenco recorrente
- Paul Gorman como Josiah e Keziah Beardsley
- Hugh Ross como Arch Bug
- Blake Johnston Miller como Jemmy MacKenzie
  - Andrew e Matthew Adair como Jemmy MacKenzie por volta dos 5 anos
- Brennan Martin como Wendigo Donner
- Izzy Meikle-Small como Rachel Hunter
- Joey Phillips como Dr. Denzell Hunter
- Rosa Morris como Amanda "Mandy" MacKenzie
- Ben Lambert como Capitão Richardson
- Chris Fulton como Rob Cameron
- Angus Macfadyen como Brigadeiro Geral Simon Fraser

### Elenco convidado
- Iona Claire como Fiona Graham Buchan
- Sarah Collier como Murdina Bug
- Paul Donnelly como Ronnie Sinclair
- Gary Lamont como Evan Lindsay
- Jack Tarlton como Kenny Lindsay
- Jessica Reynolds como Malva Christie
- Alexander Vlahos como Allan Christie
- Robin Laing como Donald MacDonald
- Antony Byrne como Hiram Crombie
- Ciaron Kelly como Ernie Buchan
- Morgan Holmstrom como Wahionhaweh (Emily)
- James Weber Brown como Cornelius Harnett
- Eugene O'Hare como Governador Josiah Martin
- Katie Redford como Margit

## Produção
Em 14 de março de 2021, a série foi renovada para uma sétima temporada, originalmente composta por 12 episódios e adaptando o sétimo romance, An Echo in the Bone. Em 1º de junho de 2021, a Starz anunciou que a sexta temporada estrearia no início de 2022 com uma temporada encurtada de oito episódios, enquanto a sétima temporada consistiria em 16 episódios. Em maio de 2022, foi anunciado que o ator canadense Charles Vandervaart havia sido escalado para interpretar William Ransom, filho de Jamie que foi criado por Lord John Gray desde a terceira temporada. Em outubro de 2022, foi confirmado que Graham McTavish, Nell Hudson, Steven Cree e Lotte Verbeek reprisariam seus papéis na sétima temporada. A produção da sétima temporada começou em abril de 2022, enquanto as filmagens começaram em maio de 2022 na Escócia.

## Episódios
| Parte 1 |    |                                                                                       |                  |                                   |                        |       |
| 76 | 1  | "A Life Well Lost" "Uma Vida Bem Gasta" (BR)                                          | Lisa Clarke      | Danielle Berrow                   | 16 de junho de 2023    | 0.387 |
| Jamie vai para Wilmington para salvar Claire da forca. No entanto, ela foi levada da prisão para o navio do governador Martin, pois ele precisa desesperadamente de uma curandeira para examinar a gestação de sua esposa. Claire consegue entrar em contato com Tom Christie, sobre o qual ele informou ao marido dela. Enquanto Jamie contemplava a escolha de se juntar ao rei britânico contra os rebeldes, Christie decidiu confessar que foi ele quem matou Malva. Claire é libertada, mas duvida da culpa de Tom. |    |                                                                                       |                  |                                   |                        |       |
| 77 | 2  | "The Happiest Place on Earth" "O Lugar Mais Feliz na Terra" (BR)                      | Lisa Clarke      | Toni Graphia                      | 23 de junho de 2023    | 0.301 |
| Voltando para casa, os Frasers descobrem a verdade sobre a morte de Malva, pois foi Alan que matou a irmã devido ao ciúme, confirmando que a confissão de Tom era falsa. Claire percebe que ela foi a única que tratou a jovem como pessoa e não como objeto, pois Christie só queria controle sobre Malva. Os MacKenzies dão à luz uma filha, Mandy, mas Claire descobre um sopro no coração do bebê e isso leva a família de Roger a viajar ao futuro para tratá-la. A busca por joias coloca os Frasers contra John Gray. Embora Jamie nunca pudesse retribuir os sentimentos românticos de Lorde John, a amizade deles é muito importante para os dois. Agora eles são forçados a interromper a amizade porque estão em lados opostos do conflito. Brianna, tendo a oportunidade de conhecer seu meio-irmão William, viu o quanto ele acreditava na causa britânica. Seu desejo apaixonado de contar a verdade sobre Jamie ao irmão provou o quanto seu amor por seu pai, que involuntariamente deixou Claire para sua segurança, havia crescido. Apesar do segredo, Brianna pôde compartilhar momentos agradáveis com ele. |    |                                                                                       |                  |                                   |                        |       |
| 78 | 3  | "Death Be Not Proud" "Mortos Não Sentem Orgulho" (BR)                                 | Jacquie Gould    | Tyler English-Beckwith            | 30 de junho de 2023    | 0.237 |
| Um incêndio causado inadvertidamente pela busca descuidada de Wendigo Donner por pedras preciosas muda a história de Claire e Jamie. Roger e Brianna aprenderão sobre as consequências do que aconteceu no futuro, tendo recebido cartas que os Frasers escreveram, sentindo falta da filha e dos netos. Andando nas cinzas de uma casa queimada, Jamie encontra ouro jacobita, o que provoca a morte de um dos moradores da propriedade, além de mudanças futuras na vida da família Mackenzie. Entretanto, o jovem Ian, traumatizado pelas mortes e ameaças de morte que sofreu, decidiu regressar à Escócia para viver com os pais. |    |                                                                                       |                  |                                   |                        |       |
| 79 | 4  | "A Most Uncomfortable Woman" "Uma Mulher Muito Desconfortável" (BR)                   | Jacquie Gould    | Marque Franklin-Williams          | 7 de julho de 2023     | 0.441 |
| Voltando ao futuro, os MacKenzies percebem que a vida em 1980 não é mais fácil do que no passado. Brianna consegue um bom emprego apesar do gênero, o que desanima Roger, que quer ser o ganha-pão da família. Enquanto isso, a viagem à Escócia é adiada devido às ameaças de Cornelius Harnett de recrutar Jamie para lutar contra os britânicos. Claire encontra Tom Christie vivo, que explica o mistério do obituário dos Frasers, e o jovem Ian conhece o filho ilegítimo de seu tio, William. Este último, sendo um forte defensor da supressão da Revolução Americana, começa a duvidar da correção do caminho escolhido, vendo como os colegas casacas vermelhas mutilam uma garota de virtudes fáceis, deleitando-se com a ilegalidade e o abuso de poder. Viajando juntos, os rapazes encontram uma garota, Rachel, que conquista o coração de ambos. |    |                                                                                       |                  |                                   |                        |       |
| 80 | 5  | "Singapore" "Cingapura" (BR)                                                          | Tracey Deer      | Taylor Mallory                    | 14 de julho de 2023    | 0.325 |
| Tendo se juntado às fileiras dos combatentes da independência, Jamie e Claire encontram-se no meio da guerra e se preparando para um ataque iminente das tropas britânicas. O comandante trata Fraser com desdém por causa de sua formação, o que o leva à derrota. William, Rachel e seu irmão Archie, viajando juntos, se metem em encrencas e William é obrigado a matar pela primeira vez para escapar. Enquanto isso, o jovem Ian, visitando os indígenas, aprende algo importante sobre si mesmo. Brianna enfrenta discriminação por parte de seus colegas de trabalho por causa de seu gênero, mas o apoio de Roger e de seus filhos lhe dá forças. O pequeno Jemmy Mackenzie leva uma bronca na escola por xingar em gaélico. |    |                                                                                       |                  |                                   |                        |       |
| 81 | 6  | "Where the Waters Meet" "Onde as Águas se Encontram" (BR)                             | Tracey Deer      | Sarah H. Haught                   | 21 de julho de 2023    | 0.332 |
| Os Frasers ajudam os civis a escapar depois que o forte cai nas mãos dos britânicos, mas Claire cai em uma armadilha ao tentar salvar um paciente. Ela ajuda outros prisioneiros de guerra enquanto Jamie e seu sobrinho bolam um plano para resgatá-la. William informa ao comandante sobre o fracasso da missão que lhe foi confiada devido às desventuras que viveu. Ele encontra o jovem Ian novamente e é forçado a facilitar a fuga dele com Claire porque se sente obrigado. No futuro, Roger dá aulas de gaélico na escola do filho, tendo finalmente encontrado um emprego adequado. A identidade do misterioso "Naklawi" que Mandy temia é revelada. |    |                                                                                       |                  |                                   |                        |       |
| 82 | 7  | "A Practical Guide for Time-Travelers" "Um Guia Ptático para Viajantes do Tempo" (BR) | Joss Agnew       | Margot Ye                         | 28 de julho de 2023    | 0.380 |
| Jamie, servindo no corpo de fuzileiros de Daniel Morgan, se prepara para a Batalha de Saratoga (1777), sem saber do confronto iminente com William, que abandonou o papel de mensageiro para participar de um combate real. As ilusões do rapaz serão dissipadas antes mesmo do início da batalha, quando seu amigo leva um tiro de rifle na cabeça e ele tem que enterrar seu companheiro caído sob os brindes dos comandantes comemorando a vitória. Roger apresenta sua esposa a Buck Mackenzie, um convidado viajante que veio do passado, mas a história dele é interrompida pela chegada do colega de Brianna, Rob, que consegue conquistar a confiança da família. Buck Mackenzie tenta se acostumar com o futuro e alerta a família sobre o perigo, mas é tarde demais. Rob Cameron, que leu as cartas de Claire e fica faminto por ouro jacobita. Ele sequestra Jeremy, pois este sabe onde está o ouro. |    |                                                                                       |                  |                                   |                        |       |
| 83 | 8  | "Turning Points" "Momento Decisivo" (BR)                                              | Joss Agnew       | Luke Schelhaas                    | 11 de agosto de 2023   | 0.334 |
| Claire procura Jaime após a batalha e ao encontrá-lo, ela expressa sua frustração com seu heroísmo imprudente. Jamie, preocupado com o filho William, reflete sobre a vitória na batalha e sua própria vontade de salvar vidas, mesmo que isso signifique voltar à guerra. Duas semanas depois, Jamie se recupera, mas Claire teme por seu retorno ao conflito. Ian, por outro lado, se arrisca em um romance com Rachel, o que adiciona uma dinâmica leve à tensão da guerra. Claire conhece Benedict Arnold, e após uma breve conversa, ela alerta Jamie sobre a futura traição de Arnold, levantando questões sobre o impacto de suas ações na história.Durante a segunda batalha de Saratoga, Jamie hesita em atirar em seu primo, Simon, o que leva a um momento crítico quando Simon é ferido. Após a batalha, Jamie se reconcilia brevemente com William, entregando-lhe um chapéu perdido, simbolizando uma conexão paternal. Jamie é encarregado de levar o corpo de Simon de volta à Escócia, enquanto a família Fraser enfrenta novos desafios em sua jornada, incluindo a busca por Jemmy, sequestrado por Rob Cameron. |    |                                                                                       |                  |                                   |                        |       |
| Parte 2 |    |                                                                                       |                  |                                   |                        |       |
| 84 | 9  | "Unfinished Business" "Assuntos Pendentes" (BR)                                       | Stewart Svaasand | Barbara Stepansky                 | 22 de novembro de 2024 | 0.279 |
| Jaime, Claire e Jovem Ian trazem Simon Fraser de volta à Escócia para o seu sepultamento. A chegada à sua terra natal evoca nostalgia, mas também insegurança para Jamie. Enquanto isso, Brianna e Roger lidam com a angústia do sequestro de seu filho Jemmy por Rob, que descobriu a localização de um tesouro jacobita. Roger e Buck viajam de volta ao século 18 em busca de Jemmy, enquanto Brianna permanece no século 20 com sua filha. Ao chegarem em Lallybroch, Jamie e Claire encontram Jenny, que está aliviada ao rever seu irmão e filho, mas também enfrentam a gravidade da doença de seu marido Ian. Jamie busca uma reconciliação com Laoghaire, e apesar dela o tratar mal, ela participa de uma reunião em que ele garante a ela uma de suas propriedadws como herança. Claire compartilha informações sobre eventos futuros, criando um clima de tensão e expectativa entre a família de Jaime. Claire também recebe uma carta de Lord John Grey, pedindo sua ajuda na América, o que a leva a partir novamente, enquanto Jovem Ian é incentivado a seguir seu coração. Além disso, Roger encontra Geillis Duncan, aumentando a complexidade das linhas do tempo e das relações familiares. |    |                                                                                       |                  |                                   |                        |       |
| 85 | 10 | "Brotherly Love" "Amor Fraternal" (BR)                                                | Stweart Svaasand | Luke Schelhaas                    | 29 de novembro de 2024 | 0.222 |
| Ian se despede de seu filho Jovem Ian e de Claire, sabendo que não os verão mais com sua morte iminente. Enquanto isso, Jamie planeja se reunir com Claire após a morte de Ian. Claire e Jovem Ian chegam a Filadélfia, onde Claire realiza uma cirurgia arriscada para salvar Henry Grey, ssobrinho de Lorde John Grey. Eles conhecem Mercy Woodcock, uma mulher negra livre, que tem uma relação romântica com o sobrinho de Lorde John. Jovem Ian enfrenta o Sr. Bug, que surgiu atrás de vingança e ameaça matar Rachel. A situação culmina com a morte do Sr. Bug por William, salvando Rachel. Em 1739, Roger e Buck conversam com Geillis e Dougal Mackenzie, e Roger percebe um segredo do passado. Claire recebe notícias de que Jamie está perdido no mar, quando estava vindo para a América, levando-a a uma nova crise. Ao mesmo tempo, ela é acusada de espionagem, e Lorde John sugere que ela se case com ele para proteger todos. Claire entra em um dilema emocional, refletindo sobre a possível perda de Jamie e as implicações de um casamento forçado. |    |                                                                                       |                  |                                   |                        |       |
| 86 | 11 | "A Hundredweight of Stones" "O Peso de Centena de Pedras" (BR)                        | Lisa Clarke      | Sarah H. Haught                   | 6 de dezembro de 2024  | ASD   |
| Claire e Lorde John estão lidando com a dor devido a suposta morte de Jaime, e ambos são tomados pela emoção e acabam tendo relações íntimas. Enquanto isso, Roger compra uma pedra preciosa para uma viagem através das pedras e descobre o casaco da Royal Air Force de seu pai. Em 1980, Bree confronta Rob Cameron, que revela que não levou Jemmy através das pedras, gerando mais frustração. A relação entre Claire e Lorde John se aprofunda quando eles discutem a relação de Henry Grey com Mercy Woodcock, levantando questões de preconceito e amor interracial. Claire desafia John sobre suas opiniões, destacando a hipocrisia de sua posição. A tensão entre eles é palpável, mas também há momentos de intimidade e apoio mútuo. Durante uma festa, onde Claire se junta ao evento em um vestido que John lhe dá, ela descobre que há um espião americano se passando por britânico. Mais tarde, Jamie aparece, revelando que está vivo. O reencontro é carregado de emoção, especialmente para William que descobre a verdade sobre sua paternidade. Ao fugir de alguns Redcoats, Jamie leva Lorde John como refém. |    |                                                                                       |                  |                                   |                        |       |
| 87 | 12 | "Carnal Knowledge" "Desejo Carnal" (BR)                                               | Lisa Clarke      | Toni Graphia                      | 13 de dezembro de 2024 | ASD   |
| Jamie descobre que Lorde John teve um relacionamento com Claire enquanto pensava que ele estava morto, levando a um confronto físico entre os dois. William também enfrenta sua própria crise ao descobrir que Jamie é seu pai biológico. Em um acesso de raiva, ele destrói objetos na casa de Claire e se envolve em brigas, culminando em um confronto com Young Ian, que termina em sua prisão. William, consumido pela raiva e ciúmes, enfrenta uma espiral descendente que o leva a um prostíbulo, onde acaba se envolvendo com uma jovem chamada Jane. Enquanto isso, Lorde John é capturado e prestes a ser enforcado por revolucionário, mas recebe ajuda do Dr. Hunter e consegue escapar. Jamie confronta Claire sobre seu relacionamento com Lorde John. Após uma conversa emocional, Jamie aceita a situação e a relação deles é reafirmada. Lorde John foge durante a noite, enquanto é perseguido por seus captores. |    |                                                                                       |                  |                                   |                        |       |
| 88 | 13 | "Hello, Goodbye" "Olá, Adeus" (BR)                                                    | Jan Matthys      | Madeline Brestal & Evan McGahey   | 20 de dezembro de 2024 | ASD   |
| Brianna enfrenta Rob Cameron, o tranca em uma dispensa e sai de casa com Mandy. Rob escapa de sua prisão. Com a ajuda de Mandy, Brianna consegue encontrar Jemmy e todos tem um emocionante reencontro familiar. Brianna descobre que Rob ainda está à solta e a polícia não a ajuda. Mais tarde, ela decide voltar a Lallybroch para trocar as fechaduras da casa, preocupada com a segurança e a ausência de Roger. Enquanto isso, Roger finalmente encontram seu pai e o levam para viajar através das pedras, mas a situação gera dúvidas sobre o futuro dele e o impacto na vida de Roger. O episódio também destaca o casamento Jovem Ian e Rachel, que é celebrado em uma cerimônia quacre, trazendo momentos leves e divertidos. Jamie, por sua vez, recebe notícias de Lorde John, refletindo sobre suas ações e a complexa relação entre eles. |    |                                                                                       |                  |                                   |                        |       |
| 89 | 14 | "Ye Dinna Get Used to It" "Você Não Quer se Acostumar com Isso" (BR)                  | Jan Matthys      | Diana Gabaldon                    | 27 de dezembro de 2024 | ASD   |
| Jamie e Claire se preparam para um importante jantar com General George Washington e outros oficiais, recebendo a visita do carismático Marquis de Lafayette. Durante a refeição, Washington presenteia os Frasers com uma bandeira dos Estados Unidos, simbolizando seu papel na Revolução. Após o jantar, Jamie confessa a Claire a pressão de seu novo cargo como General de Brigada. Enquanto isso, Lorde John Grey, sob proteção, se entrega a Jamie. Claire realiza um procedimento médico em seu olho machucado, melhorando sua condição, mas Lorde John permanece prisioneiro em sua própria casa. Brianna, preocupada com Rob, volta para Lallybroch, onde encontra homens mascarados em sua casa. Em uma cena tensa, ela usa uma espingarda para se proteger e decide que a melhor opção é levar os filhos de volta através das pedras para a segurança de Roger. William, enfrentando dificuldades, reencontra Jane Pocock no acampamento britânico. Ela revela que fugiu de um capitão violento, e William promete protegê-las. Contudo, ele é enganado por um capitão que trabalha como agente duplo, levando-o a uma armadilha. Percebendo a situação de William, Lorde John, com a ajuda de Jamie e Ian, é liberado para resgatar o jovem, prometendo salvar seu filho.                                     |    |                                                                                       |                  |                                   |                        |       |
| 90 | 15 | "Written in My Own Heart's Blood" "Escrito com o Sangue do Meu Próprio Coração" (BR)  | Joss Agnew       | Danielle Berrow                   | 3 de janeiro de 2025   | ASD   |
| Na manhã da Batalha de Monmouth, Jamie e Claire se preparam para um jantar importante, refletindo sobre a vida e a morte. Claire sente um pressentimento negativo sobre a batalha, enquanto Jamie, agora general, se despede de Claire sem dizer palavras que possam parecer finais. Durante o combate, Claire enfrenta o desprezo de um médico, mas prova seu valor ao salvar a vida de um soldado. Paralelamente, Roger e Buck, acampados em 1739, discutem a verdadeira paternidade de Buck, levando a um conflito emocional. Enquanto isso, Lord John e Ian conseguem resgatar William dos Hessianos, mas Ian toma uma decisão drástica ao matar um soldado, o que o muda para sempre. Em Lallybroch, Brianna descobre a localização de Roger através de uma carta, enquanto William enfrenta a situação crítica de Jane, que foi presa por assassinato. Durante a batalha, Claire é ferida e, apesar da urgência, recusa-se a deixar os feridos para trás. Jamie, em um ato desesperado e heroico, renuncia ao seu cargo para ficar ao lado de Claire, enquanto ela luta pela vida. A chegada de Denzell e a lembrança de que o queijo Roquefort pode ser uma possível fonte de penicilina, trazem um fio de esperança, mas a incerteza paira sobre o futuro do casal.                                                |    |                                                                                       |                  |                                   |                        |       |
| 91 | 16 | "A Hundred Angels" "Uma Centena de Anjos" (BR)                                        | Joss Agnew       | Matthew B. Roberts & Toni Graphia | 17 de janeiro de 2025  | ASD   |
| Um jornalista rude tenta extrair informações de Jane e Fanny, revelando a determinação de Jane em não se submeter a homens. A relação entre Lorde John e William se aprofunda, mostrando o apoio paternal de John em momentos difíceis. Claire, recuperando-se de seu ferimento, desfruta do cuidado de Jamie. Ocorre uma despedida emocional entre Jamie e Lorde John sugere um futuro incerto para a amizade deles. Brianna e seus filhos se reencontram com Roger em 1739, e Brianna acaba conhecendo seu avô paterno Brian Fraser. William procura Jaime para lhe ajudar a resgatar Jane, que se encontra numa propriedade esperando sua futura execução por assassinato. Ao chegarem lá, os dois encontram Jane com os pulsos cortados, revelando ter cometido suicídio para a tristeza de William. Mais tarde, Jamie promete a Claire que retornarão a Frasers Ridge, mas a relação com William permanece complicada, especialmente após William declarar que nunca o chamará de pai, causando dor a Jamie. A possibilidade de Faith estar viva e a conexão entre Jane, Fanny e Jamie e Claire. Essa revelação levanta questões sobre a linha do tempo e as relações familiares, deixando os fãs ansiosos por respostas na próxima temporada. A aparição de Master Raymond adiciona um toque misterioso ao desfecho. |    |                                                                                       |                  |                                   |                        |       |